# Eznis Airways
A Eznis Airways é uma companhia aérea com sede na cidade de Ulaanbaatar, a capital da Mongólia. Sua base principal é o Aeroporto Internacional Chinggis Khaan.
A companhia foi estabelecida em 2006.

## Frota
A frota da Eznis Airways inclui os seguintes aviões (até setembro de 2006):
- 2 Saab 340